# 量子力学の数学的基礎
『量子力学の数学的基礎』（りょうしりきがくのすうがくてききそ、独: Mathematische Grundlagen der Quantenmechanik）は、ジョン・フォン・ノイマンが1932年に刊行した書籍である。ノイマンはこの著書で量子力学で扱う物理量や状態といった概念の基礎付け（形式化）を行った。
これにより、ハイゼンベルク-ボルン-ヨルダンによる行列力学とシュレディンガーによる波動力学が抽象ヒルベルト空間のクラスに帰属する理論として統一された。

## 概要
ノイマンはこの著書で量子力学を、ヒルベルト空間とその上の線型有界作用素や非有界な自己共役作用素などを用いて数学的に基礎づけた。この本では抽象ヒルベルト空間の一般論、量子力学の統計、理論の演繹的構成、熱力学的考察、測定の過程が扱われる。
この書籍の英語版は1955年に出版され、日本語版は1957年に出版された。
ノイマンがこの著書で示した測定の理論は、その後に発展した量子測定理論の基礎となった。この書籍で示された測定理論や、隠れた変数の不可能性の証明は、量子力学の解釈の哲学的な側面にも影響を与えた。